# Franz Dorrenbach

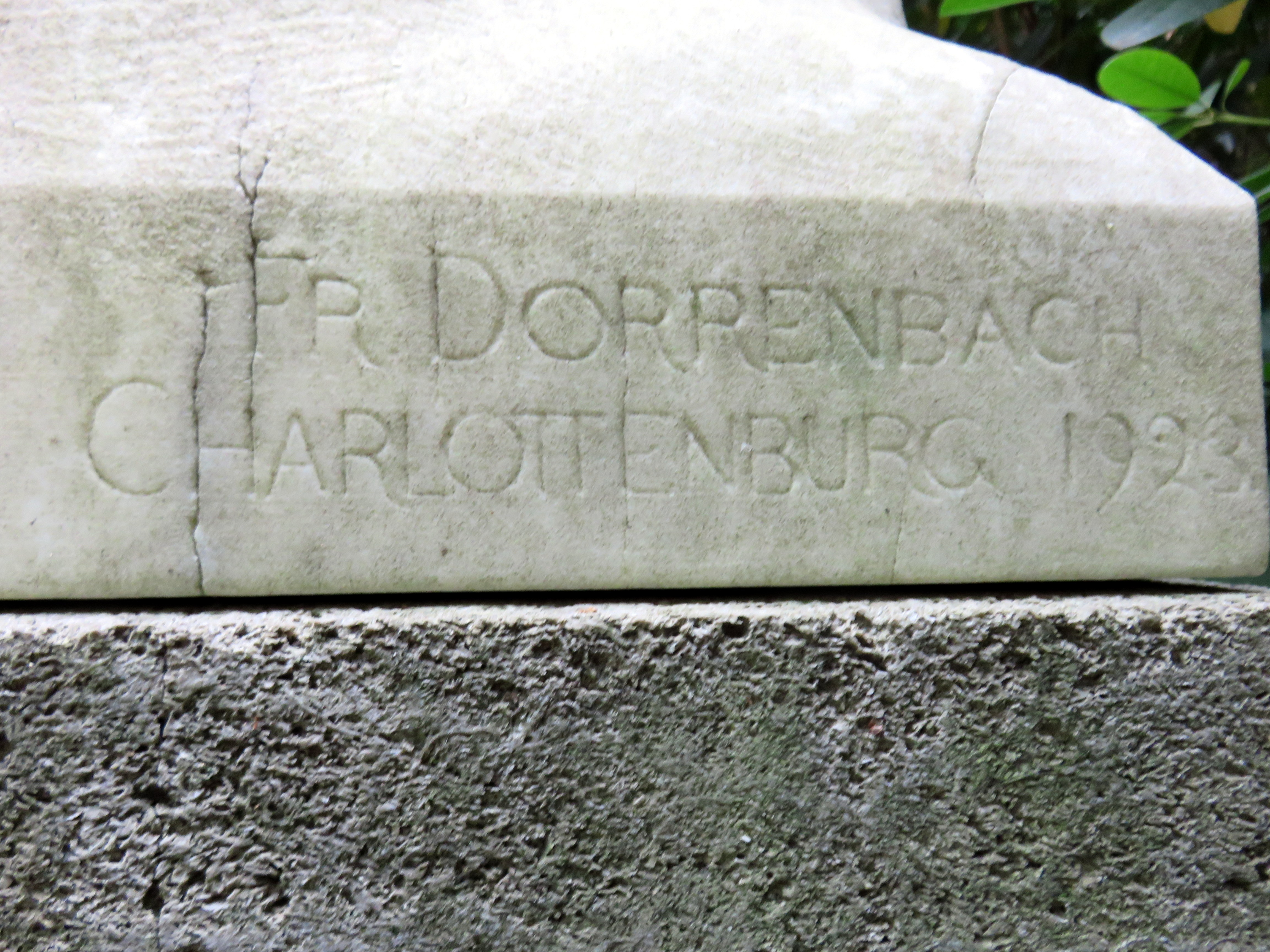
Signatur von Franz Dorrenbach auf dem Grabmal für Max Rieck, 1923

Franz Dorrenbach (* 11. Februar 1870 in Düsseldorf; † 2. November 1943 in Berlin) war ein deutscher Bildhauer.

## Leben

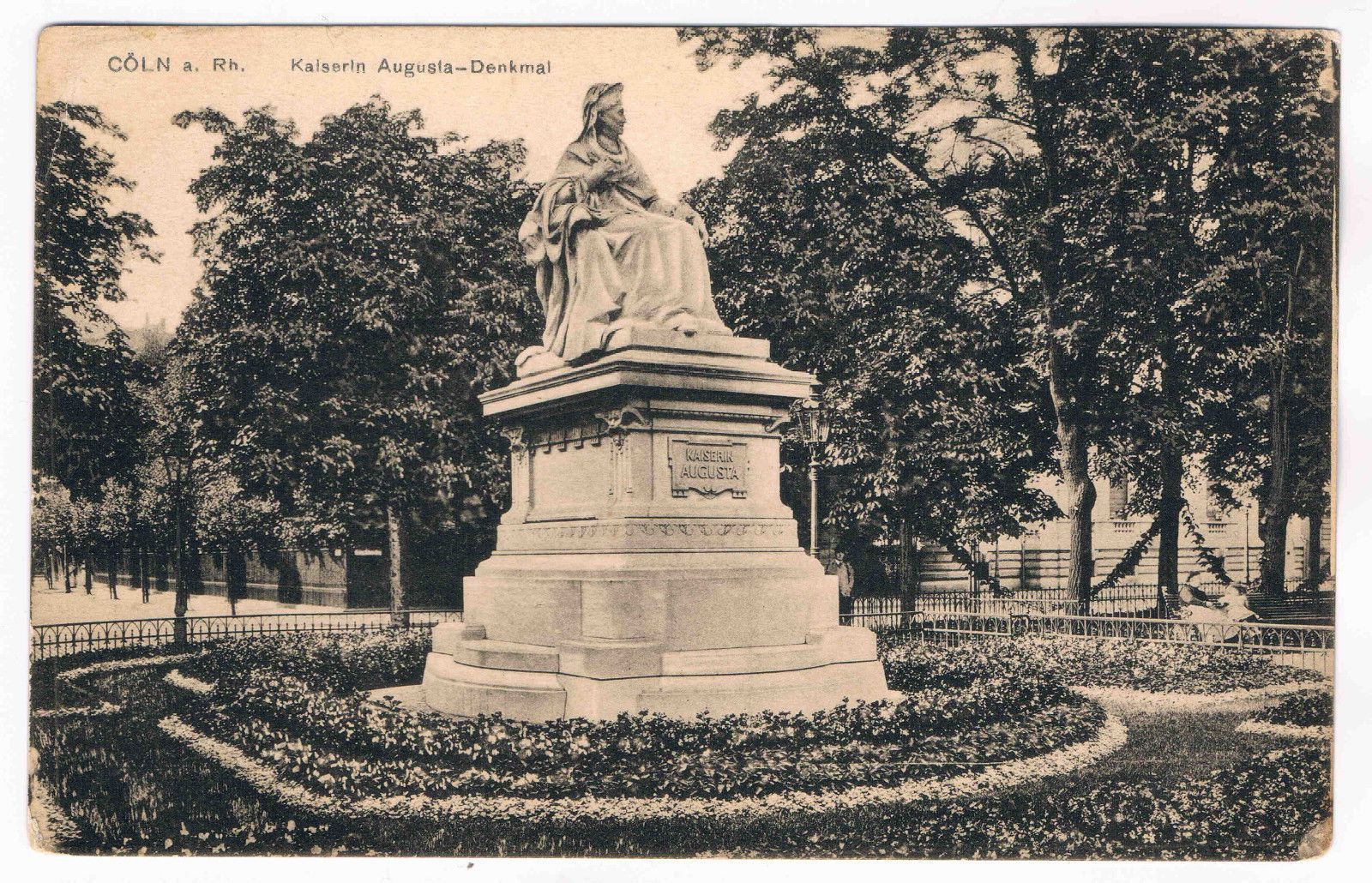
Kaiserin-Auguste-Denkmal (1903–1943) am Kaiser-Wilhelm-Ring in Köln, Bildpostkarte

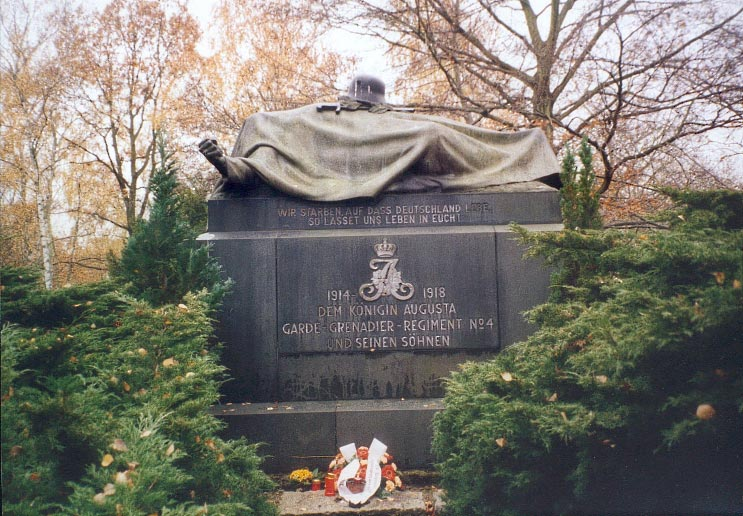
Ehrenmal für das Königin Augusta Garde-Grenadier-Regiment Nr. 4 auf dem Friedhof Columbiadamm in Berlin-Neukölln

Dorrenbach besuchte die Kunstgewerbeschule Düsseldorf und von 1888 bis 1890 die Kunstakademie Düsseldorf unter August Wittig, ferner die Großherzoglich Badische Kunstschule Karlsruhe unter Hermann Volz sowie die Kunstakademie Berlin bei Ernst Herter. In Studienreisen nach Rom und Paris bildete er sich weiter. 1896 gehörte er mit August Bauer, Wilhelm Fassbinder und Heinrich Stockmann zu den Gründern des „Vereins zur Förderung der Bildhauerkunst in Rheinland und Westfalen“ in Düsseldorf. 1901 errang er den 2. Preis im Wettbewerb um das Giebelfeld am Hauptportal des Kunstpalastes Düsseldorf, den der Kunstverein für die Rheinlande und Westfalen ausgeschrieben hatte. Auf dem Salon de Paris des Jahres 1911 wurde er mit einer Goldmedaille geehrt. In Charlottenburg ansässig, war er von 1903 bis 1939 Mitglied des Vereins Berliner Künstler.
Dorrenbach schuf repräsentative Denkmäler, etwa heute zerstörte Reiterdenkmäler für die Kaiser Wilhelm I. in Spandau (1908 entworfen, 1909 in Lauchhammer gegossen) und Friedrich III. in Metz (vor 1911) sowie mit Heinrich Stockmann (Sockel) ein Denkmal für Kaiserin Augusta in Köln (1903–1943). Auch in nachwilhelminischer Zeit erhielt er Aufträge für Denkmäler, etwa für einen 1922 entworfenen Obelisken („Semper-Talis-Denkmal“), der zum Gedenken an das 1. Garde-Regiment zu Fuß 1924 neben der Garnisonskirche in Potsdam errichtet wurde, und ein Ehrenmal des Königin Augusta Garde-Grenadier-Regiments Nr. 4 auf dem Friedhof Columbiadamm in Berlin-Neukölln (1925). Außerdem führte er zahlreiche Porträtbüsten aus. Die Kunstanstalt der Württembergischen Metallwarenfabrik in Geislingen reproduzierte seinen Grabengel von 1908. Die Kunstgießerei Lauchhammer bot von Dorrenbach in ihrem Katalog des Jahres 1929 Salonplastiken mit Tieren (Bulldogge, Keiler) und die Gruppe Eine Mutter an, die auch als Grab- und Gartenplastik bekannt wurde.